# Olivier Rabourdin
Olivier Rabourdin (Nanterre, 3 marzo 1959) è un attore francese.
Ha debuttato come attore nel 1985 ed ha lavorato, tra gli altri, in Io vi troverò e nel suo sequel, Taken - La vendetta.

## Filmografia parziale

### Cinema
- Actrices, regia di Valeria Bruni Tedeschi (2007)
- Io vi troverò (Taken), regia di Pierre Morel (2008)
- Welcome, regia di Philippe Lioret (2009)
- Uomini di Dio (Des hommes et des dieux), regia di Xavier Beauvois (2010)
- Poupoupidou, regia di Gérald Hustache-Mathieu (2011)
- Midnight in Paris, regia di Woody Allen (2011)
- A Gang Story (Les Lyonnais), regia di Olivier Marchal (2011)
- Taken - La vendetta (Taken 2), regia di Olivier Megaton (2012)
- Eastern Boys, regia di Robin Campillo (2013)
- Grace di Monaco (Grace of Monaco), regia di Olivier Dahan (2014)
- Il prezzo della gloria (La Rançon de la gloire), regia di Xavier Beauvois (2014)
- I miei giorni più belli (Trois souvenirs de ma jeunesse), regia di Arnaud Desplechin (2015)
- Mister Chocolat (Chocolat), regia di Roschdy Zem (2016)
- Les gardiennes, regia di Xavier Beauvois (2017)
- L'ordine delle cose, regia di Andrea Segre (2017)
- Nureyev - The White Crow (The White Crow), regia di Ralph Fiennes (2018)
- Tutti i ricordi di Claire (La dernière folie de Claire Darling), regia di Julie Bertuccelli (2018)
- Benedetta, regia di Paul Verhoeven (2021)
- Black Box - La scatola nera (Boîte noire), regia di Yann Gozlan (2021)
- Ancora un'estate (L'Été dernier), regia di Catherine Breillat (2023)
- Passages, regia di Ira Sachs (2023)

### Televisione
- Il commissariato Saint Martin (P.J. - Police judiciaire) – serie TV, 1 episodio (2003)
- Little Murders by Agatha Christie (Les Petits Meurtres d'Agatha Christie) – serie TV, episodi 1x03-2x01 (2009-2013)
- Rosemary's Baby – serie TV, 2 episodi (2014)
- Astrid e Raphaëlle (Astrid et Raphaëlle) – serie TV, episodio 3x08 (2022)
- Franklin – serie TV, 6 episodi (2024)

## Doppiatori italiani
Nelle versioni in italiano delle opere in cui ha recitato, Olivier Rabourdin è stato doppiato da:	
- Massimo Lodolo ne Il commissariato Saint Martin, Little Murders by Agatha Christie
- Marco Rasori in Io vi troverò, Grace di Monaco
- Francesco Prando in Rosemary's Baby, Mister Chocolat
- Sergio Lucchetti ne I miei giorni più belli, Benedetta
- Alberto Bognanni in Tutti i ricordi di Claire, Ancora un'estate
- Luciano Roffi in Welcome
- Roberto Pedicini in Uomini di Dio
- Massimiliano Virgilii in A Gang Story
- Angelo Maggi in Nureyev - The White Crow
- Dario Oppido in Black Box - La scatola nera